# Collentis suecicus
Collentis suecicus är en stekelart som först beskrevs av Graham 1969.  Collentis suecicus ingår i släktet Collentis och familjen puppglanssteklar. Arten är reproducerande i Sverige. Inga underarter finns listade i Catalogue of Life.